# Binenok
Binenok is een bestuurslaag in het regentschap Timor Tengah Selatan van de provincie Oost-Nusa Tenggara, Indonesië. Binenok telt 1063 inwoners (volkstelling 2010).